# トマス・ハリソン (軍人)

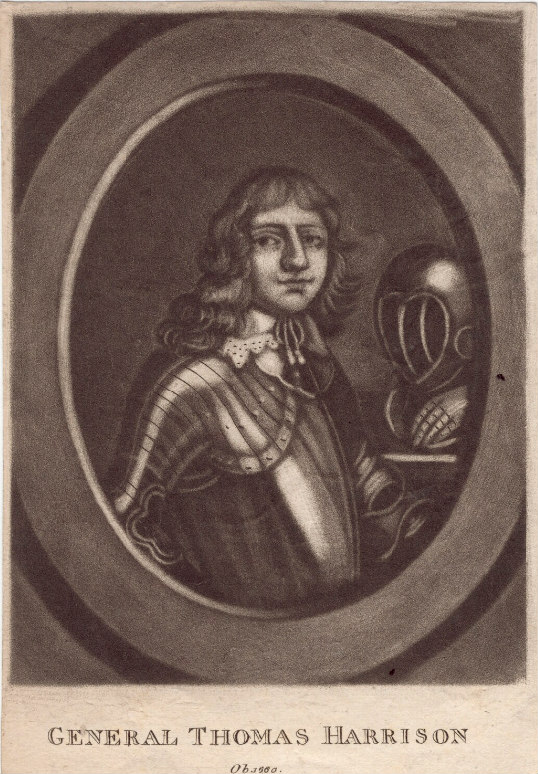
トマス・ハリソン

トマス・ハリソン（Thomas Harrison, 1606年 - 1660年10月13日）は、清教徒革命（イングランド内戦）期のイングランドの軍人・政治家。低い出自ながら軍で手柄を重ねて台頭、一時オリバー・クロムウェルの側近にまで上り詰めたが、急進的思想がクロムウェルに疎まれ排除、護国卿となったクロムウェルがイングランド共和国を治めると一転して反対に回った。

## 生涯
スタッフォードシャーの肉屋（または牧畜業者）の子として生まれる。法学院に学び、1642年に第一次イングランド内戦が始まると議会派の総司令官エセックス伯ロバート・デヴァルーの軍に入り、各地に転戦して軍功を挙げた。1645年に創設されたニューモデル軍に編入、ネイズビーの戦いに参戦し騎兵連隊長に昇進した。1646年に長期議会の下院議員に選出、急進派としてチャールズ1世の処刑を主張し、裁判では判事としてチャールズ1世の死刑執行令状に署名した（レジサイド）。
1650年からウェールズでプロテスタント信仰の浸透に努力する一方、第三次イングランド内戦には1651年から参戦、オリバー・クロムウェルの命令に従いスコットランド軍を率いて南下するチャールズ1世の息子チャールズ2世の進軍をジョン・ランバートと共に妨害、9月3日のウスターの戦いでもランバートと共に本陣を守る役目を果たした。同年に国務会議委員に選ばれ、急進派で宗教色が強い第五王国派の信者にもなり、クロムウェルの国王即位問題が持ち上がるとチャールズ・フリートウッドと共に反対、1652年に勃発した第一次英蘭戦争では第五王国派の支持を背景に賛成した。また軍の士官会議を殆ど自派で固めランバートと並ぶ有力者にのし上がり、しきりにクロムウェルにランプ議会解散を訴えた。
1653年4月20日にクロムウェルの手引きで銃兵隊を率いて議場へ乱入、クーデターで議員達を追放しランプ議会を解散させた。次期政権構想がクロムウェルに採用されランバートを出し抜いたことで軍の主導権も握り、7月4日にベアボーンズ議会が開会、議会過半数は取れなかったが第五王国派を含む急進派が議会へ入り、自らも議員に選出され第五王国（千年王国）実現に向けた政権が発足した。この時が絶頂期だった。
ところが、議会が始まると急進派が性急な改革に走るあまり他の派閥の足を引っ張り、政権運営が出来ないことが明らかになり周囲の反感を買った。こうした展開にクロムウェルから見放され、ランバートの巻き返しで軍と議会の保守派が通じるようになり、12月12日にベアボーンズ議会はわずか5ヶ月で解散、ハリソンも軍から排除された。以後『統治章典』を起草したランバートの主導で成立したクロムウェルの護国卿時代に反対、1655年に投獄された。そして1660年、王政復古が成立すると逮捕され、チャールズ1世の死刑執行令状署名で王殺しの罪に問われ首吊り・内臓抉り・四つ裂きの刑で処刑された。